# Уртомаж
Уртомаж — река в России, протекает по территории Шипицынского городского поселения Котласского района Архангельской области. Длина реки составляет 24 км. Площадь водосборного бассейна — 141 км².
Начинается в сосново-берёзовых лесах северо-западнее урочища Горотоп. Течёт по тайге сначала на восток, затем — на север. Устье реки находится в 9 км по левому берегу протоки Северной Двины Новинский Полой недалеко от села Малый Уртомаж.
Основные притоки — Черная (лв), Лиходеевка (лв), Лыжа (лв), Северная (лв), Залетная (пр).

## Данные водного реестра
По данным государственного водного реестра России относится к Двинско-Печорскому бассейновому округу, водохозяйственный участок реки — Северная Двина от впадения реки Вычегда до впадения реки Вага, речной подбассейн реки — Северная Двина ниже места слияния Вычегды и Малой Северной Двины. Речной бассейн реки — Северная Двина.
Код объекта в государственном водном реестре — 03020300112103000025438.